# Jonás Trueba
Jonás Groucho Rodríguez Huete (Madrid, 30 de noviembre de 1981), conocido como Jonás Trueba, es un director de cine y guionista español.

## Biografía
Nacido en Madrid el 30 de noviembre de 1981, es hijo de la productora Cristina Huete, nieto del ilustrador Manolo Huete, e hijo del director de cine Fernando Trueba, sobrino a su vez del escritor y cineasta David Trueba, el documentalista Javier Trueba y el escultor Máximo Trueba.

## Inicios
Jonás Trueba debutó como director y coguionista en el año 2000 con un primer cortometraje, Cero en conciencia. Para este guion contó con la colaboración de Daniel Gascón, autor de la novela La edad del pavo. En 2001, Jonás Trueba colaboró en el guion de la comedia Más pena que gloria, del director Víctor García León. En 2006, volvió a colaborar con García León, esta vez con el guion de la película Vete de mí. Esta cinta contó con actores como Juan Diego, Juan Diego Botto o Cristina Plazas.
En 2009 colaboró en la película El baile de la Victoria, de Fernando Trueba, sobre una obra de Antonio Skármeta. La cinta fue rodada en Chile y protagonizada por el actor argentino Ricardo Darín.

## Dirección
Jonás Trueba se inició en la dirección en 2010. Su primera película, Todas las canciones hablan de mí, rodada en 2010 y protagonizada por Bárbara Lennie, su pareja sentimental de entonces, fue nominada a los premios Goya en el apartado al Mejor Director Revelación. Se trata de un largometraje intimista escrito y dirigido por Jonás Trueba y coprotagonizado por Oriol Vila.
Su segunda película, Los ilusos, estrenada en 2013, en la que trabaja con actores como Francesco Carril y Aura Garrido, Vito Sanz, Mikele Urroz, Isabelle Stoffel o Luis Miguel Madrid. Se distribuyó al margen del circuito de exhibición tradicional y recorrió diversos festivales internacionales. A raíz de esa película funda su propia productora, Los ilusos films S.L., junto a Javier Lafuente, para seguir realizando de manera independiente sus siguientes proyectos.
La cinta Los exiliados románticos, su tercera película, fue estrenada en 2015. Rodada en un viaje de 12 días a Francia, en ella se narra el viaje de tres amigos que se reencuentran con amores idílicos y efímeros, un filme que exalta la amistad y el compromiso. Se estrenó en una gira "Solo en cines de verano" antes de llegar al circuito de salas comerciales.
En 2016 estrenó el filme La reconquista, dentro de la Sección Oficial del Festival de San Sebastián. Protagonizado por Francesco Carril, Itsaso Arana, su pareja sentimental actual, Candela Recio, Pablo Hoyos y Aura Garrido. Y con ella obtuvo el Premio Ojo Crítico de Cine de RNE de 2016.
En agosto de 2019, estrenó la película La virgen de agosto, en la que reivindicaba la ciudad de Madrid en verano. Esta película se estrenó en Francia en el 2020, con el título Eva en août, y fue nominada a los Premios César de la Academia de Cine Francés en la categoría de "Mejor película extranjera".
En 2021 estrena en el Festival de Cine de San Sebastián 2021 la cinta Quién lo impide,  una película de 220 minutos sobre la juventud que se hará con varios premios y que recorrerá numerosos festivales. Además, en esta cinta vuelve a contar con los actores Candela Recio y Pablo Hoyos, los niños con los que ya había trabajado en La reconquista. La película gira en torno a la madurez de estos dos jóvenes y sus amigos durante varios años.
En 2022 estrena Tenéis que venir a verla, que cuenta de nuevo con los técnicos y actores habituales como Itsaso Arana, Vito Sanz, Francesco Carril, a los que suma la actriz Irene Escolar.
También es autor del mediometraje Miniaturas (2011), y de algunos videoclips como La gran broma final, de Nacho Vegas, o Balada Baladí, de El Hijo, Oda al amor efímero, de Tulsa o Arcadia en flor, de Rafael Berrio, o Aurora y Ayer, para Soleá Morente.

## Escritor y editor
Jonás dirigió la obra de teatro, Pienso a menudo en ti (2007), y entre los años 2010 y 2014 escribió un blog para el diario El Mundo que se llamaba El viento sopla donde quiere. 
En 2013, Jonás Trueba publicó su primera novela, Las ilusiones, un texto breve publicado por la editorial Periférica. Narrada en primera persona, la novela va repasando momentos, reflexiones y recuerdos del autor que, a veces, pertenecen a proyectos de películas que no fueron, pedazos rotos de un proceso creativo en ciernes o relatos sobre cine.
Otros trabajos suyos son editor de libros para Plot Ediciones, responsable de la edición del libro Absolución, que recoge la obra del músico Rafael Berrio, o editor invitado del sello Caballo de Troya en los años 2021 y 2022.

## Filmografía
| Obra                             | Año  | Director | Guionista | Productor | Otro                   |
| -------------------------------- | ---- | -------- | --------- | --------- | ---------------------- |
| Cero en conciencia (corto)       | 2000 | X        | X         |           |                        |
| Más pena que Gloria              | 2001 |          | X         |           |                        |
| Vete de mí                       | 2006 |          | X         |           |                        |
| El baile de la Victoria          | 2009 |          | X         |           |                        |
| Todas las canciones hablan de mi | 2010 | X        | X         |           |                        |
| Los ilusos                       | 2013 | X        | X         | X         |                        |
| Los exiliados románticos         | 2015 | X        | X         | X         |                        |
| La reconquista                   | 2016 | X        | X         | X         |                        |
| La virgen de agosto              | 2019 | X        | X         | X         |                        |
| Escuchando Niño futuro           | 2021 |          |           | X         |                        |
| Quién lo impide                  | 2021 | X        | X         | X         | Director de fotografía |
| Tenéis que venir a verla         | 2022 | X        | X         | X         |                        |
| Las chicas están bien            | 2023 |          |           | X         |                        |
| Volveréis                        | 2024 | X        | X         | X         |                        |

## Reconocimientos
- En 2011 fue nominado al Goya a la mejor dirección novel por su largometraje Todas las canciones hablan de mí.
- En 2013 la película Los ilusos recibió la Violette D'Or a la mejor película en el festival de CineEspaña de Toulouse.
- En 2016 su película Los exiliados románticos ganó el premio Jules Verne a la mejor película en el festival de cine español de Nantes.
- En 2016 recibió el El Ojo Crítico de Cine de Radio Nacional de España.[1]
- En 2019 la película La virgen de agosto recibió el Premio Fipresci de la crítica internacional en el festival de Karlovy Vary.
- En 2020 su película La virgen de agosto [Eva en août] fue nominada al César a la mejor película extranjera.
- En 2021 su película Quién lo impide recibió numerosos premios como: la Concha de Plata a la Mejor interpretación de reparto, el Premio Feroz Zinemaldia, el Premio FIPRESCI en el Festival de San Sebastián 2021[8] y el Premio Goya al mejor documental.
- En 2024, fue el ganador con su película Volveréis del premio Europa Cinemas Cannes Label Prize a la Mejor Película Europea de la Quincena de Realizadores de la sección paralela del Festival de Cannes.[9][10]